# En piga bland pigor (bok)
En piga bland pigor är en reportagebok från 1914 av Ester Blenda Nordström. Boken skrevs av Nordström efter att hon tagit anställning som piga på gården "Taninge" (egentligen Jogersta i Södermanland). Den är skriven på ett sätt som senare kommit att kallas "wallraffande", för att ta reda på pigornas förhållande och sprida kunskapen. Många år senare hade boken även visat vilken förändring svenska samhället genomgått under 1900-talet, och dåtida förhållanden för tjänstefolk ute på landsbygden.

## Synopsis
Som piga fick Ester Blenda Nordström arbeta 16 timmar per dygn, och var bara ledig några timmar på söndagen. Hushållet bestod av husbonden och hans fru, deras fem barn, två pigor, fyra drängar och fyra inackorderade skogsarbetare. Pigorna fick gå upp tidigare än drängarna på morgonen, och medan drängarna var lediga efter middagen fick pigorna fortsätta arbeta fram till kvällen. Husbonden, som kallades "Berg", for ibland till staden för "affärer", men beskrevs annars som att han mest låg på sofflocket.
Under sin tid som piga på gården fick hon dela en smal utdragssoffa med pigan "Anna". Trots trängseln kunde hon sova, utmattad av det hårda arbetet. Hon redogör också för värk och sår, men också arbetsglädje och gemenskap som inte var självklar bland hennes vanliga umgänge i staden.
Matmor arbetade ibland tillsammans med pigorna, men främst med att ta hand om de fem barnen, där det äldsta var sju år. Pigorna delade säng i en liten kammare som dagtid användes som matrum. Intill låg själva stugan där familjen sov tillsammans med två hundar och fyra katter. I drängkammaren, liksom i rummet som beboddes av skogsarbetarna, sov karlarna två och två i utdragssoffor.
Pigorna arbetade mellan ungefär halv fem på morgonen och niotiden på kvällen, därefter gick de direkt och lade sig, utom på lördagarna när de dansade. På eftermiddagarna drack de kaffe.
Många pigor stannade vid denna tid bara i ett år på varje gård i en tid då inflyttningen till städerna ökade. När Nordström tog plats fick hon mer än femtio svar på sin tidningsannons.

## Utgåvor
- En piga bland pigor (1. uppl.). Stockholm: Wahlström & Widstrand. 1914. Libris 8214658
- En piga bland pigor (2. uppl.). Stockholm: Wahlström & Widstrand. 1914. Libris 8217868
- En piga bland pigor. (4. uppl.). Stockholm: Wahlström & Widstrand. 1914. Libris 8217870
- En piga bland pigor (11. uppl.). Stockholm: Wahlström & Widstrand. 1915. Libris 8229024
- En piga bland pigor. (13. uppl.). Stockholm: Wahlström & Widstrand. 1919. Libris 8222887
- En piga bland pigor. (14. uppl.). Stockholm: Wahlström & Widstrand. 1921. Libris 8220704
- En piga bland pigor (15. uppl.). Stockholm: Wahlström & Widstrand. 1926. Libris 8218786
- En piga bland pigor. (28.-35. tus.). Stockholm: Wahlström & Widstrand. 1942. Libris 8219585
- En piga bland pigor ([Ny utg.]). Lund: Bakhåll. 2012. Libris 13272504. ISBN 9789177423645